# Лужичани

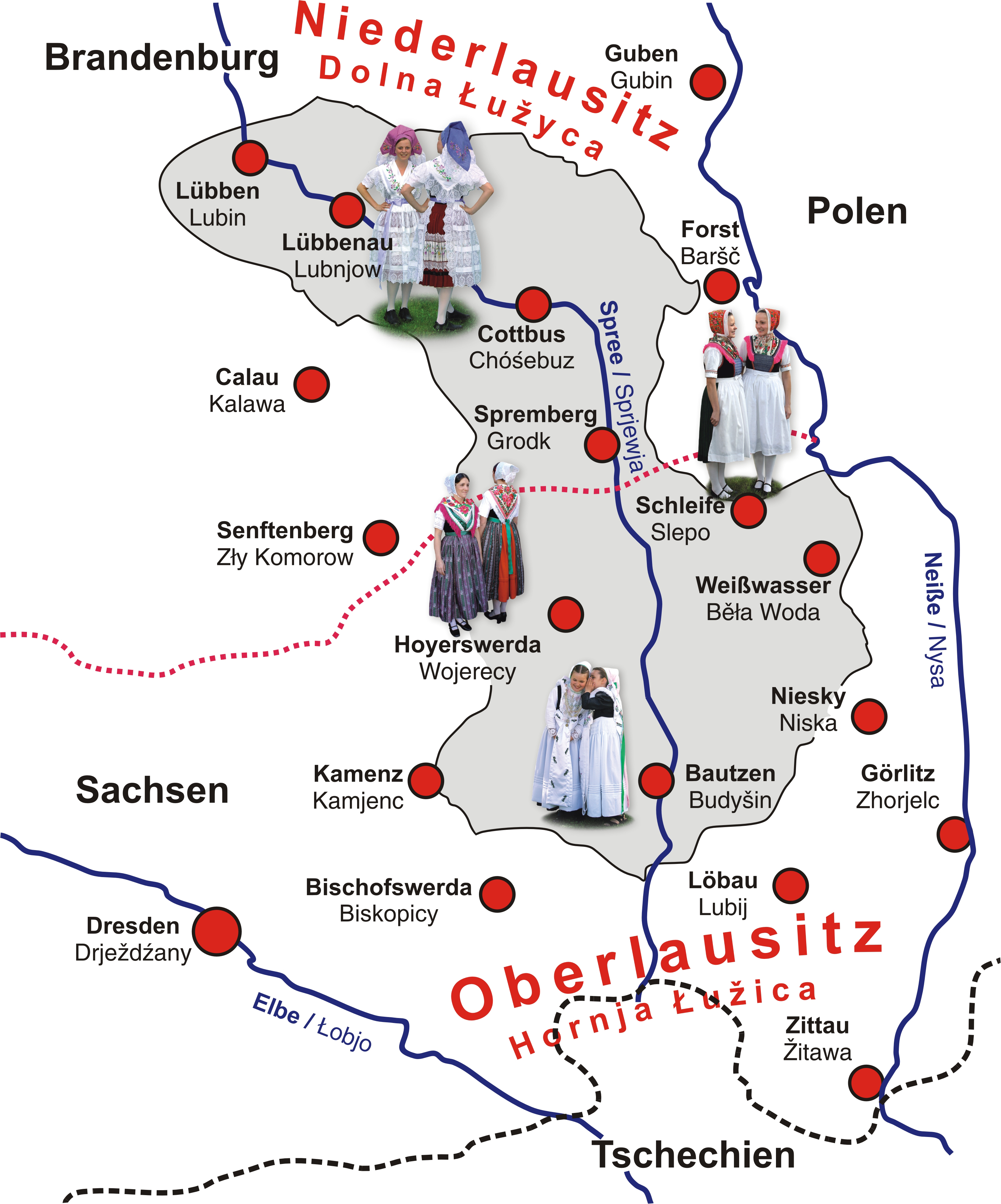
Карта Лужицьких земель у Німеччині

Лужичани, лужицькі серби, серболужичани, сорби, венди, лугії (нім. Sorben) — західнослов'янська народність; корінне слов'янське населення, що проживає на Південному Сході Німеччини. Поділяється на два племені: верхніх сорбів, котрі живуть у Верхній Лужиці та нижніх сорбів (самоназва венди), що живуть у Нижній Лужиці. Ці дві племенні групи мовно та культурно відрізняються одна від одної.
Лужицькі серби — одна з чотирьох офіційно визнаних національних меншин Німеччини — разом з фризами і данцями, які мають власні етно-культурні територіальні автономії та синті, які власної території не мають. Лужицькі серби мають власну автономну територію, мову, офіційно визнаний в Німеччині національний прапор і гімн.

## Історія

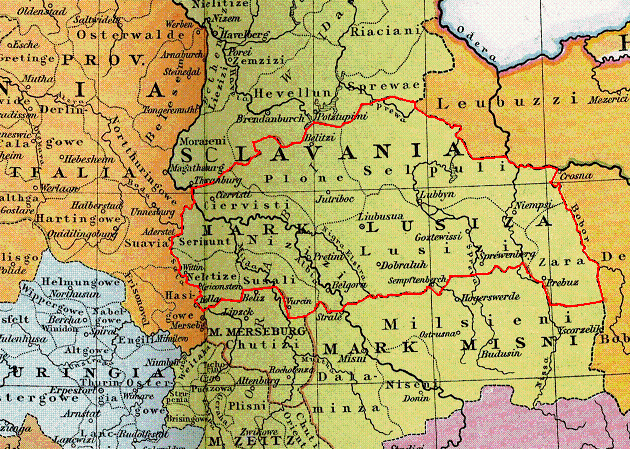
Лужичани на мапі 1000 року

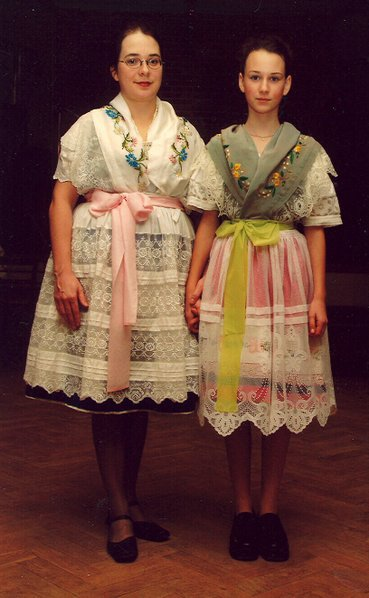
Лужицький національний костюм (Нижня Лужиця)

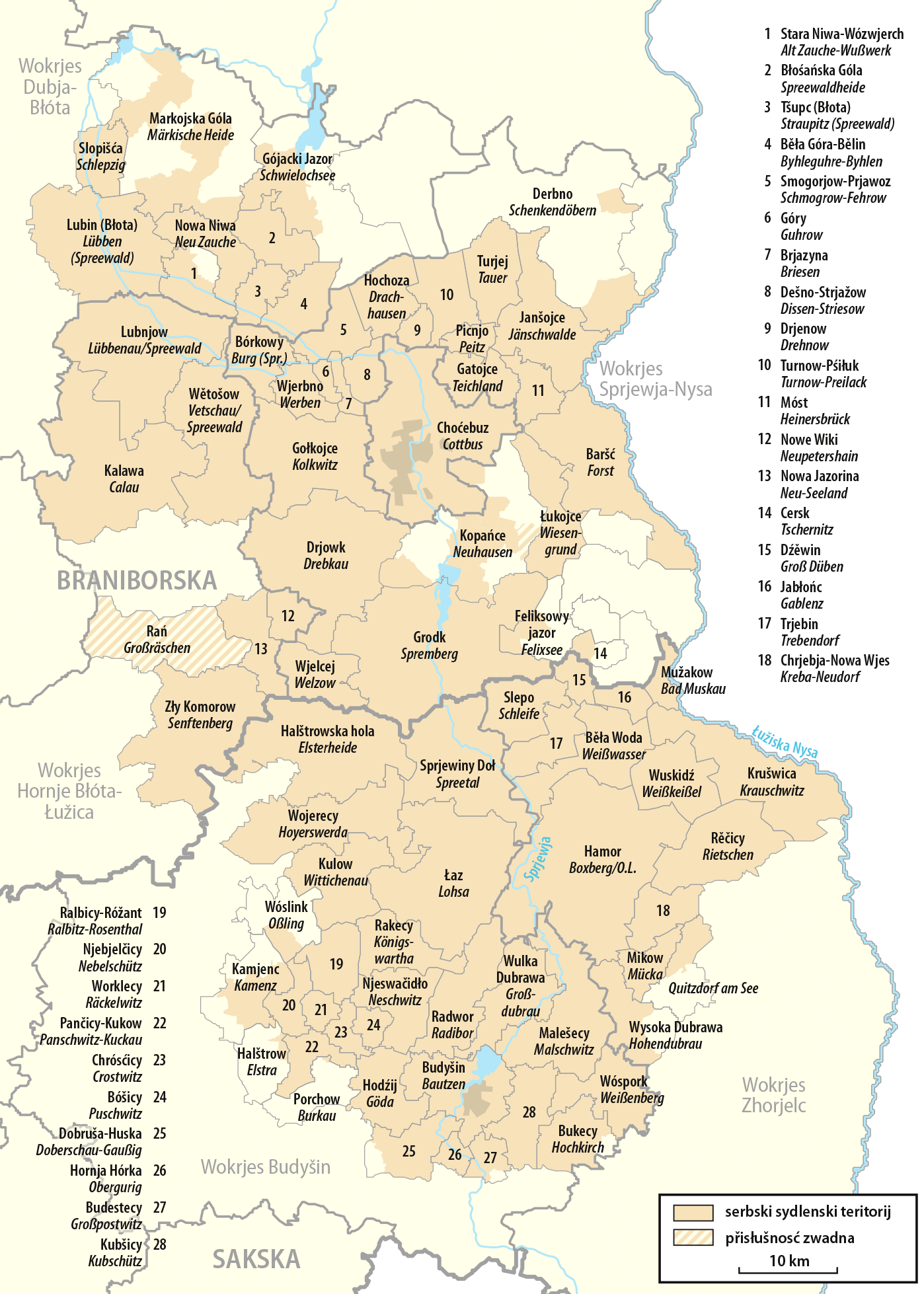
Сучасна мапа Лужиці (верхньолужицькою мовою)

Слов'янські племена почали заселяти територію сучасної Лужиці близько 600 року. Уперше про них згадують франкські хроніки на початку 30-х років VII ст. В IX ст. посилився наступ германських племен на землі сорбів. Князі Дерван, Милидух, Цзимислав та інші намагались протистояти цьому наступу.
До 990 року згадки про них дуже епізодичні. У 990-му вони були завойовані німцями і з того часу їхні землі стали частиною німецького політичного організму (окрім короткого періоду 1018—1031 років, коли Лужиця була приєднана до Польського королівства). У XIV ст. Лужиця потрапила під Чеську Корону. Саме ці обставини сприяли тому, що лужичани вижили, оскільки чеські володарі не були зацікавлені у знімечувані слов'ян. З XIII ст. з розвитком гірничорудних розробок Лужицькі гори і Верхню Сілезію поступово зайняли німці. У 1635 році Лужиця (окрім Котбуса, столиці Нижньої Лужиці) підпорядкувалася Саксонському князю. У 1815-му більша частина Лужиці була віддана Пруссії, яка проводила політику знімечування всіх слов'ян, що проживали у її кордонах. Відтоді Лужиця була поділена на Верхню Лужицю (Оберлаузиц) і Нижню Лужицю (Нідерлаузиц), більш-менш відображаючи поділ між діалектами лужицької мови.
У період Реформації більшість лужичан прийняло лютеранство. Реформація сприяла культурному пробудженню лужичан, розвитку писемності. Водночас вона посилила розбіжності з поляками, які залишилися католиками. Розвиток промисловості у XIX — на початку XX ст. призвело до появи широкої смуги німецьких поселень, які перерізали лужицьку територію. Відтак утворилося лише два невеликих ізольованих слов'янських острівця.
У 1918—1919 роках лужицькі політики зробили спробу створити вільну Лужицьку державу. Але ця спроба зазнала невдачі. У фашистський період усі лужицькі політичні і соціальні організації були заборонені. Лужичани переслідувалися як й інші ненімецькі народи. Після Другої світової війни у межах Німецької демократичної республіки (НДР) були засновані лужицькі школи, видавництва, театри і багато інших культурних інститутів. 1951 року розпочали свою роботу Інститут для вивчення лужицької культури у Німецькій академії наук та Інститут лужицьких студій у Лейпцизькому університеті. У листопаді 1989 р. Лужицькі Національні Збори вимагали від німецької влади встановити діалог з лужичанами і провести рішучі зміни у керованій державою громадській організації «Домовіна» («Domowina»). У 1991 р. Домовіна перетворилася на незалежну організацію і лужицький народний фонд.

## Сучасна доба
Лужичани мешкають переважно у східній Німеччині, на кордоні з Польщею і Чехією, — в округах Котбус і Дрезден на німецьких землях Саксонія і Бранденбург. Більш компактно живуть лужичани-католики у місцевості довкола Баутцена і Каменця, у Віттихенау. Усього в Німеччині проживає близько 60 тис. лужичан, з яких 20 тис. — у Нижній Лужиці і 40 тис. у Верхній Лужиці.
28 травня 2008 року лужичанський політик Станіслав Тілліх став міністр-президентом Саксонії. Він є першим лужичанським головою уряду більш ніж за тисячоліття лужичансько-німецького співіснування в історії Саксонії.

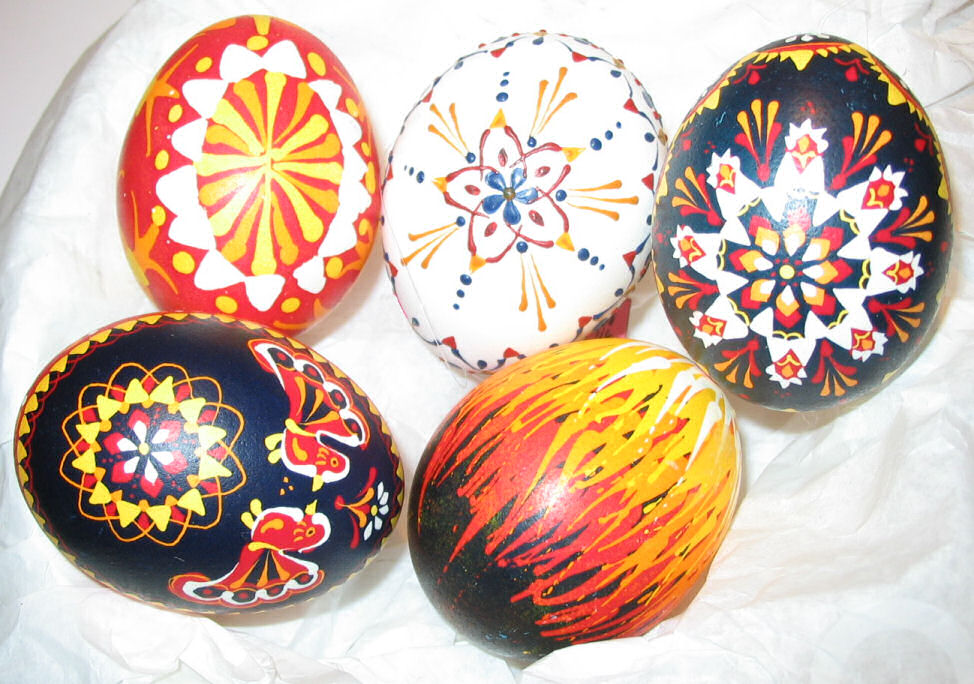
Лужицькі писанки

## Культура
Широко відомі пасхальні традиції лужичан: Osterreiten (традиційна верхова їзда протягом Великодня) та писанкарство. Німці називають лужичан «Eier-Maler» — писанкарями, через їх традицію розписування писанок на Великдень — ця назва показує найважливішу рису лужицької культури — зв'язок з минувшиною. Це аграрна культура, культура селян, дуже традиційний фольклор, який, однак, не має ніякого впливу на сучасну молодь.

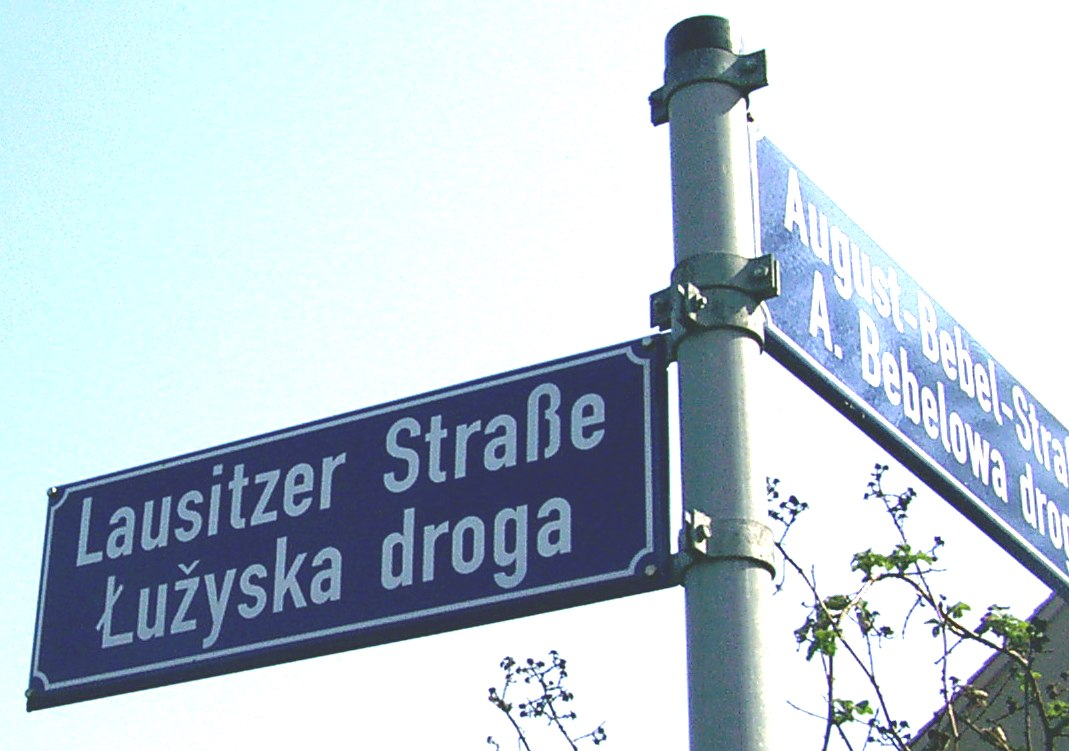
Двомовний дороговказ у Лужиці

## Топоніми
Ряд топонімів у Східній Німеччині слов'янського походження. Назви декількох відомих міст у південно-східній Німеччині походять з лужицької мови (наприклад, Лейпциг, Баутцен). Назви місць у Лужиці, що закінчуються на -au або -ow (-owe, -ouwe), так само мають лужицьке коріння. Це свідчення того, що Східна Німеччина була населена слов'янами ще у ранньосередньовічну добу. Оскільки ці землі увійшли до складу Німеччини, у багатьох випадках слов'янські топоніми були германізовані. Багато міст у Лужиці мають міські надписи двома мовами: німецькою та лужицькою.

## Національні символи
Прапор лужицьких сербів є полотнище з синьої, червоної та білої горизонтальних смуг. Вперше використаний як національний символ у 1842 році. У 1848 році прапор отримав визнання в середовищі лужичан. Стаття 25 Конституції землі Бранденбург містить положення про серболужицький прапор. Стаття 2 Конституції Саксонії містить положення про використання герба і традиційних національних кольорів лужицьких сербів. У законах про права лужицьких сербів Бранденбурга і Саксонії міститься положення про використання серболужицької національної символіки (герба і національних кольорів).
Національний гімн лужицьких сербів з XX століття — пісня «Прекрасна Лужиця». До цього які гімн були пісні «Ще сербство не загинуло» (написана Г. Зейлером в 1840 році) та «Наше сербство повстає з праху» (написана М. Домашкою, виконувалася до 1945 року).